# 1975 na televisão
Nesta página encontram-se os fatos, estreias e términos sobre televisão que aconteceram durante o ano de 1975.

## Eventos

### Janeiro
- 25 de janeiro — É inaugurada a TV Amapá, afiliada da Rede de Emissoras Independentes, da Rede Bandeirantes e da Rede Globo em Macapá, Território Federal do Amapá.
- 29 de janeiro — É inaugurada a TV Roraima, afiliada da Rede Bandeirantes em Boa Vista, Território Federal do Rio Branco (hoje Roraima)

### Março
- 5 de março — A Rede Globo lança oficialmente uma nova identidade visual, desenhada pelo austríaco Hans Donner e seu colega Rudi Böhm, também austríaco.
- 15 de março — Entra no ar a TV Educativa do Rio de Janeiro (TVE).

### Maio
- 1 de maio — É inaugurada a TV Brasil Central, afiliada da Rede Bandeirantes em Goiânia, Goiás.
- 17 de maio — É inaugurada a TV Atalaia, afiliada da Rede Tupi em Aracaju, Sergipe.

### Agosto
- 27 de agosto — A telenovela Roque Santeiro, de Dias Gomes, produzida pela Rede Globo, é proibida de ir ao ar, embora tivesse sido autorizada antes e com trinta capítulos já gravados; a solução foi reprisar a novela Selva de Pedra, de Janete Clair, em versão compacta, e preparar às pressas uma nova atração, que viria a ser Pecado Capital.

### Setembro
- 25 de setembro — É inaugurada a TV Cultura de Maringá, afiliada da Rede Globo em Maringá, Paraná.
- 27 de setembro — A televisão chega ao estado brasileiro de Alagoas e é inaugurada a TV Gazeta, afiliada da Rede Globo em Maceió, sendo a primeira emissora de televisão do estado.

### Dezembro
- 7 de dezembro — O Grupo Bandeirantes de Comunicação adquire a TV Vila Rica de Belo Horizonte, Minas Gerais. Dando o início da formação da Rede Bandeirantes no ano seguinte, no qual onde a TV Vila Rica passou a se chamar de TV Bandeirantes Minas.
- 25 de dezembro — É inaugurada a TV Imperatriz, afiliada da Rede Tupi em Imperatriz, Maranhão.

### Mês desconhecido
- A Rede Globo começa a utilizar a marca projetada por Hans Donner que utiliza até hoje com algumas variações ao longo dos anos.

## Programas

### Brasil

#### Janeiro
- 4 de janeiro — Termina Fogo sobre Terra na Rede Globo.
- 6 de janeiro — Estreia Escalada na Rede Globo.
- 24 de janeiro — Termina Corrida do Ouro na Rede Globo.
- 27 de janeiro — Estreia Cuca Legal na Rede Globo.

#### Fevereiro
- 15 de fevereiro — Termina A Barba-Azul na Rede Tupi.
- 17 de fevereiro — Estreia Meu Rico Português na Rede Tupi.

#### Março
- 27 de março — Termina A Grande Família na Rede Globo.

#### Abril
- 11 de abril — Termina O Rebu na Rede Globo.
- 14 de abril
  - Estreia O Velho, o Menino e o Burro na Rede Tupi.
  - Estreia Gabriela na Rede Globo.
- 15 de abril — Termina O Machão na Rede Tupi.
- 16 de abril — Estreia O Sheik de Ipanema na Rede Tupi.
- 28 de abril — Estreia Cinema Especial na Rede Globo.

#### Maio
- 2 de maio — Termina Jornal Internacional na Rede Globo.
- 5 de maio — Estreia Helena na Rede Globo.
- 19 de maio — Estreia Amanhã na Rede Globo.
- 30 de maio — Termina Helena na Rede Globo.
- 31 de maio — Termina Ídolo de Pano na Rede Tupi.

#### Junho
- 2 de junho
  - Estreia O Noviço na Rede Globo.
  - Estreia Ovelha Negra na Rede Tupi.
- 13 de junho — Termina Cuca Legal na Rede Globo.
- 16 de junho — Estreia Bravo! na Rede Globo.
- 27 de junho — Termina O Noviço na Rede Globo.
- 30 de junho — Estreia Senhora na Rede Globo.

#### Agosto
- 9 de agosto — Termina O Sheik de Ipanema na Rede Tupi.
- 11 de agosto — Estreia Vila do Arco na Rede Tupi.
- 23 de agosto — Termina Escalada na Rede Globo.

#### Setembro
- 20 de setembro — Termina Meu Rico Português na Rede Tupi.
- 22 de setembro — Estreia Um dia, o Amor na Rede Tupi.
- 30 de setembro — Termina Ovelha Negra na Rede Tupi.

#### Outubro
- 1.º de outubro — Estreia A Viagem na Rede Tupi.
- 17 de outubro — Termina Senhora na Rede Globo.
- 20 de outubro — Estreia A Moreninha na Rede Globo.
- 24 de outubro — Termina Gabriela na Rede Globo.
- 27 de outubro — Estreia O Grito na Rede Globo.

#### Novembro
- 27 de novembro — Estreia Pecado Capital na Rede Globo.

#### Dezembro
- 24 de dezembro — Termina Vila do Arco na Rede Tupi.
- 31 de dezembro — A Rede Globo exibe o Roberto Carlos Especial.

### União Soviética

#### Setembro
- 4 de setembro — Estreia Quê? Onde? Quando? na Perviy Kanal.

## Nascimentos
| Data            | Nome                    | Profissão                              | Nacionalidade  | Observações | Ref |
| --------------- | ----------------------- | -------------------------------------- | -------------- | ----------- | --- |
| 3 de janeiro    | Jason Marsden           | ator                                   | Estados Unidos |             |     |
| 3 de janeiro    | Danica McKellar         | atriz                                  | Estados Unidos |             |     |
| 25 de janeiro   | Mia Kirshner            | atriz                                  | Canadá         |             |     |
| 4 de fevereiro  | Natalie Imbruglia       | cantora e atriz                        | Austrália      |             |     |
| 9 de fevereiro  | Micaela Góes            | atriz                                  | Brasil         |             |     |
| 13 de fevereiro | Tony Dalton             | ator                                   | Estados Unidos |             |     |
| 13 de fevereiro | Matheus Rocha           | ator                                   | Brasil         |             |     |
| 25 de fevereiro | Chelsea Handler         | apresentadora de TV, atriz e escritora | Estados Unidos |             |     |
| 5 de março      | Luciano Burti           | automobilista e comentarista           | Brasil         |             |     |
| 6 de março      | Aracely Arámbula        | atriz e cantora                        | México         |             |     |
| 15 de março     | Eva Longoria            | actriz                                 | México         |             |     |
| 20 de março     | Arath de la Torre       | ator                                   | México         |             |     |
| 29 de março     | André Frateschi         | ator e músico                          | Brasil         |             |     |
| 2 de abril      | Pedro Pascal            | ator                                   | Chile          |             |     |
| 2 de abril      | Adam Rodriguez          | ator                                   | Estados Unidos |             |     |
| 7 de abril      | Heather Burns           | atriz                                  | Estados Unidos |             |     |
| 12 de abril     | Camila Morgado          | atriz                                  | Brasil         |             |     |
| 27 de abril     | Patricia de Sabrit      | atriz e apresentadora                  | Brasil         |             |     |
| 13 de maio      | Patrícia Maldonado      | jornalista e apresentadora de TV       | Brasil         |             |     |
| 13 de maio      | Itatí Cantoral          | atriz                                  | México         |             |     |
| 14 de maio      | Thalma de Freitas       | atriz e cantora                        | Brasil         |             |     |
| 28 de maio      | Mariana Leão            | jornalista e apresentadora de TV       | Brasil         |             |     |
| 29 de maio      | Danton Mello            | ator                                   | Brasil         |             |     |
| 3 de junho      | Cacau Protásio          | atriz                                  | Brasil         |             |     |
| 4 de junho      | Angelina Jolie          | atriz                                  | Estados Unidos |             |     |
| 10 de junho     | Nicole Bilderback       | atriz                                  | Estados Unidos |             |     |
| 19 de junho     | Poppy Montgomery        | atriz                                  | Austrália      |             |     |
| 12 de julho     | Carolina Kasting        | atriz                                  | Brasil         |             |     |
| 16 de julho     | Ana Paula Arósio        | atriz                                  | Brasil         |             |     |
| 7 de agosto     | Charlize Theron         | atriz                                  | África do Sul  |             |     |
| 16 de agosto    | Lyliá Virna             | atriz                                  | Brasil         |             |     |
| 22 de agosto    | Rodrigo Santoro         | ator                                   | Brasil         |             |     |
| 4 de setembro   | Joana Limaverde         | atriz e apresentadora                  | Brasil         |             |     |
| 23 de setembro  | Jaime Bergman           | modelo e atriz                         | Estados Unidos |             |     |
| 5 de outubro    | Parminder Nagra         | atriz                                  | Inglaterra     |             |     |
| 5 de outubro    | Kate Winslet            | atriz                                  | Inglaterra     |             |     |
| 12 de outubro   | Guga Coelho             | ator e diretor                         | Brasil         |             |     |
| 16 de outubro   | Didi Wagner             | apresentadora de TV                    | Brasil         |             |     |
| 31 de outubro   | Johnny Whitworth        | ator                                   | Estados Unidos |             |     |
| 11 de novembro  | Angélica Vale           | atriz e cantora                        | México         |             |     |
| 16 de novembro  | André Gonçalves Barbosa | ator                                   | Brasil         |             |     |
| 19 de dezembro  | Dig Dutra               | atriz                                  | Brasil         |             |     |

## Mortes
| Data          | Nome       | Profissão        | Nacionalidade  | Observações | Ref   |
| ------------- | ---------- | ---------------- | -------------- | ----------- | ----- |
| 24 de janeiro | Larry Fine | ator, comediante | Estados Unidos | n. 1902     | [ 1 ] |
| 4 de maio     | Moe Howard | comediante       | Estados Unidos | n. 1897     | [ 2 ] |